# Le Dernier Homme (nouvelle)
Pour les articles homonymes, voir Le Dernier Homme et The Last Man.
Le Dernier Homme (titre original : The last man) est une nouvelle de science-fiction de l'écrivain américain Wallace G. West.
Publiée pour la première fois en 1929 dans Amazing Stories ainsi que dans Weird Tales à la suite d'une mésentente entre l'auteur et les différents éditeurs, elle apparaît en 1943 dans une anthologie par Donald A. Wollheim pour Pocket Book Inc.

## Résumé
Dans un lointain futur, la race humaine a tout découvert : le monde est parfait et les hommes sont devenus inutiles.
Après avoir massacré tous les mâles, les femmes ont pris le pouvoir et ont instauré une société mono-sexe.
M-1 est le dernier homme sur Terre ; il est gardé à l'abri dans une cage en verre, dans un musée, et sert d'attraction aux femmes-ouvrières pendant leur jour de repos.

## Une contre-utopie
Le récit de Wallace G. West appartient au genre de la dystopie.
Le monde est régi comme une énorme usine, les femmes sont toutes affectés à des tâches précises, n'ont qu'une journée de repos tous les quinze jours et même leur physique est adapté à ce monde où le plaisir et le besoin de plaire n'existent plus (absence de formes charnelles, de charme, de coquetterie...).
La reproduction se fait grâce à un système de clonage perfectionné et lorsqu'elles ne sont plus en état de travailler, les « ouvrières » sont envoyées dans des salles de mort où elles sont éliminées.
Le héros finira par rencontrer une des rares femmes encore capables de sentiments ; ils détruiront la machine reproductrice de la « ruche » et s'enfuiront afin de fonder une nouvelle humanité.